# Associazione Calcio San Donà 1951-1952
Questa voce raccoglie le informazioni riguardanti l'Associazione Calcio San Donà nelle competizioni ufficiali della stagione 1951-1952.

## Rosa
| N. |                   | Ruolo | Calciatore          |
| -- | ----------------- | ----- | ------------------- |
|    | Italia (bandiera) | D     | Zeno Angelico       |
|    | Italia (bandiera) | A     | Corrado Blascovich  |
|    | Italia (bandiera) | A     | Bruno Bonadio       |
|    | Italia (bandiera) | C     | Roberto Brollo      |
|    | Italia (bandiera) | A     | Armando Cadamuro    |
|    | Italia (bandiera) | C     | Rino Carlini        |
|    | Italia (bandiera) | P     | Luciano Dalla Villa |
|    | Italia (bandiera) | A     | Viscardo Faccini    |
|    | Italia (bandiera) | A     | Dino Finotto        |
|    | Italia (bandiera) | A     | Ivan Firotto        |

| N. |                   | Ruolo | Calciatore        |
| -- | ----------------- | ----- | ----------------- |
|    | Italia (bandiera) | D     | Lionello Lepre    |
|    | Italia (bandiera) | C     | Antonio Migotto   |
|    | Italia (bandiera) | A     | Orazio Mion       |
|    | Italia (bandiera) | A     | Sergio Mion       |
|    | Italia (bandiera) | D     | Attilio Nespolo   |
|    | Italia (bandiera) | A     | Gianfranco Saro   |
|    | Italia (bandiera) | D     | Antonio Spadola   |
|    | Italia (bandiera) | C     | Aldo Tonon        |
|    | Italia (bandiera) | C     | Walter Tosetto    |
|    | Italia (bandiera) | C     | Giuseppe Trentini |